# الشط (صعدة)
الشط هي إحدى قرى الجمهورية اليمنية. وهي تتبع جغرافيًا لمحافظة صعدة. وإداريًا لمديرية سحار. يبلغ تعداد سكانها 2220 نسمة حسب الإحصاء الذي جرى عام 2004.